# Oberrod (Schleusingen)
Oberrod ist ein Ortsteil der Stadt Schleusingen im Landkreis Hildburghausen in Thüringen.

## Lage
Der Ort liegt auf etwa 400 m ü. NN im Süden des Naturparks Thüringer Wald. Er befindet sich südlich der Bundesautobahn 73 und östlich der Talsperre Ratscher nordöstlich von Hildburghausen.

## Geschichte
Der Ort entstand an einer Furt, die Teil einer alten Straße von Hildburghausen über die Schleuse war. Erstmals urkundlich erwähnt wurde Oberrod am 10. September 1299. Bis 1815 gehörte der Ort zum hennebergischen bzw. kursächsischen Amt Schleusingen. Von 1815 bis 1945 gehörte Oberrod zu Preußen, verwaltungsmäßig zum Landkreis Schleusingen.
Im Ort steht eine alte Kapelle, die dem heiligen Wolfgang geweiht ist. Im Jahr 2016 hatte Oberrod 65 Einwohner.